# Oleandra
Oleandra ist die einzige Gattung der Pflanzenfamilie Oleandraceae innerhalb der Echten Farne (Polypodiopsida). Die 15 bis 20 Arten gedeihen in tropischen und subtropischen Regionen fast weltweit.

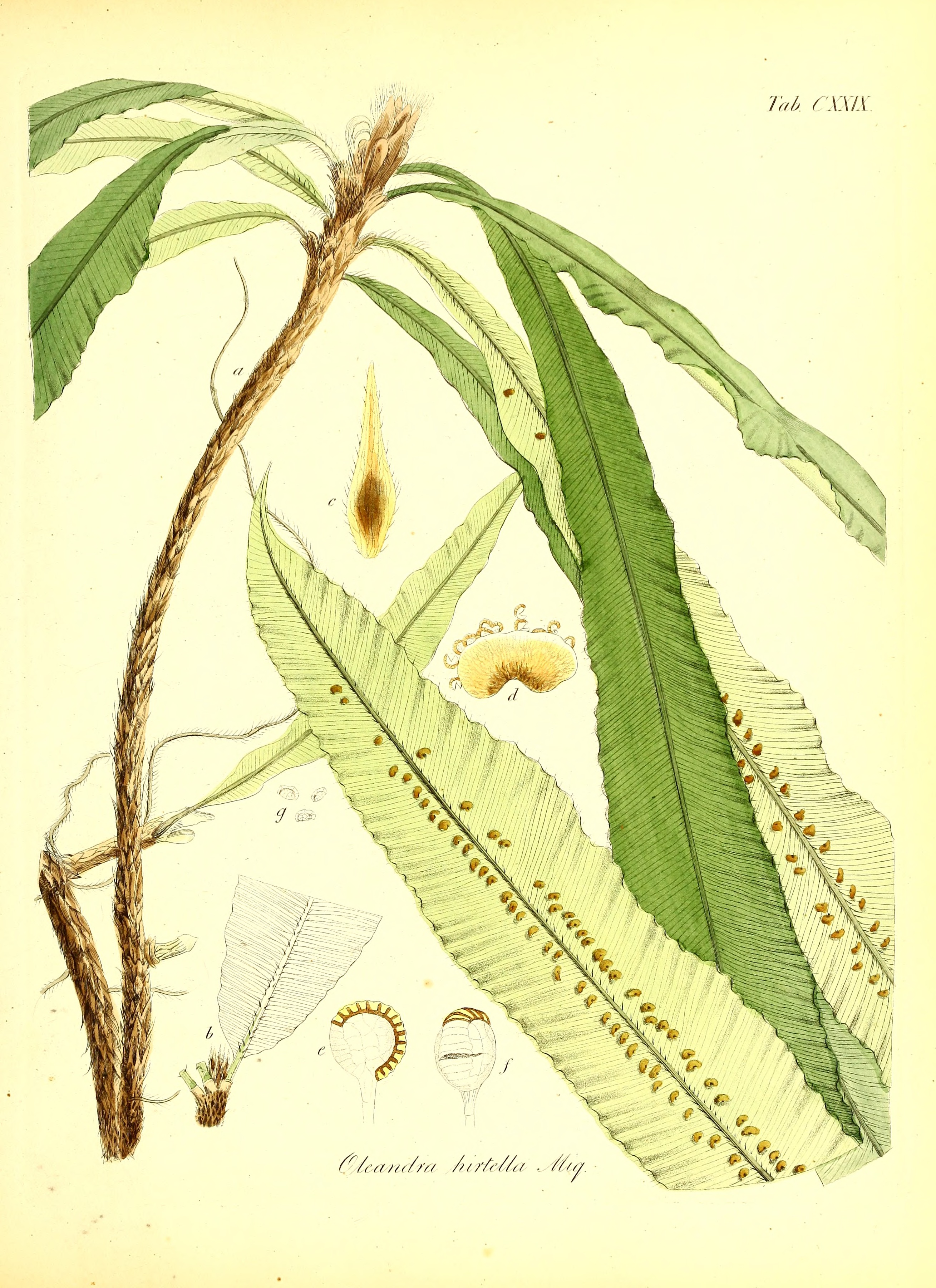
Oleandra hirtella, Illustration

## Beschreibung
Oleandra-Arten sind ausdauernde krautige Pflanzen. Sie gedeihen terrestrisch, epilithisch oder hemiepiphytisch. Das Rhizom ist lang, kriechend aufrecht oder windend. Die Spreuschuppen sind schwarzbraun, dick, anliegend oder abstehend und am Rand oft lang bewimpert. Die Blattwedel sind einfach, lanzettlich oder länglich-lanzettlich, papierdünn oder lederig und mit vorspringender Mittelrippe. Die Seitennerven sind gerade oder gabelig verzweigt. Die Sori befinden sich in einer einzelnen oft unregelmäßigen Reihe auf beiden Seiten der Mittelrippe. Die Sori haben rundlich-nierenförmige rotbraune bleibende Indusien. Die Sporen sind nierenförmig. Die Chromosomengrundzahl beträgt x = 41.

## Systematik und Verbreitung
Die Gattung Oleandra wurde 1799 durch Antonio José Cavanilles aufgestellt. Ein Synonym für Oleandra Cav. ist Neuronia D.Don. Die Familie Oleandraceae (J.Sm.) Ching ex Pic.Serm. wurde durch Ren Chang Ching (1898–1986) in Rodolfo Emilio Giuseppe Pichi-Sermolli aufgestellt.
Die häufig zur Familie Oleandraceae gezählten Gattungen Arthropteris und Psammiosorus werden von Smith et al. 2006 zur Familie der Tectariaceae gestellt. Die Familie Oleandraceae ist monogenerisch:
Die Gattung Oleandra ist pantropisch verbreitet. Die Arten kommen hauptsächlich vom tropischen Asien bis zu pazifischen Inseln vor. Wenige Arten kommen in Afrika und Südamerika vor. In China gibt es fünf Arten.
- In der Gattung Oleandra gibt es 15 bis 30 Arten,[1][2] darunter:
  - Oleandra articulata (Sw.) C.Presl (Syn.: Oleandra nodosa (Willd.) C.Presl): Sie kommt vom südlichen Mexiko über Zentralamerika bis Kolumbien, Venezuela und Brasilien vor. Sie kommt auch auf Inseln in der Karibik vor.[2]
  - Oleandra cumingii J.Sm. (Syn.: Oleandra cantonensis Ching, Oleandra chinensis Hance, Oleandra guangxiensis S.L.Mo & Y.C.Zhong, Oleandra intermedia Ching, Oleandra yunnanensis Ching): Sie in Süd- und Südostasien verbreitet und kommt dort in Indien, Nepal, Laos, Thailand, Malaysia, Indonesien, auf den Philippinen und in den chinesischen Provinzen Guangdong, Hainan sowie Yunnan vor.[1][2]
  - Oleandra musifolia (Blume) C.Presl (Syn.: Oleandra hainanensis Ching, Oleandra whangii Ching): Sie kommt in Indien, Sri Lanka, Laos, Myanmar, Vietnam, Indonesien, Malaysia, Thailand, Queensland und in den chinesischen Provinzen Guangxi, Hainan sowie Yunnan vor.[1][2]
  - Oleandra neriiformis Cav. (Syn.: Oleandra pistillaris (Swartz) C.Christensen): Sie kommt in  Myanmar, Tibet, Thailand, Vietnam, Malaysia, Indonesien, auf den Philippinen, in Neuguinea und auf Pazifischen Inseln vor.[1][2]
  - Oleandra undulata (Willd.) Ching: Sie kommt in Indien, Nepal, Myanmar, Laos, Thailand, Kambodscha, Vietnam und Yunnan vor.[1][2]
  - Oleandra wallichii (Hook.) C.Presl: Sie kommt im nördlichen Indien, in Bhutan, Nepal, im nördlichen Myanmar, im nördlichen Thailand, Vietnam, Tibet, Taiwan und in den chinesischen Provinzen Guangxi, Sichuan sowie Yunnan vor.[1][2]